# Pàmmenes de Tebes
Pàmmenes (en grec antic Παμμένης Pamménēs; en llatí Pammĕnēs) fou un general tebà.
Era company polític i amic d'Epaminondes. Quan el príncep Filip (més tard Filip II de Macedònia) fou enviat com a ostatge a Tebes, va ser posat sota custòdia de Pàmmenes. El 371 aC quan es va fundar Megalòpolis els espartans tenien el propòsit d'atacar-la i Pàmmenes fou enviat amb mil soldats per defensar-la.
El 352 aC un partit de Megalòpolis volia dissoldre la comunitat i que cada grup tornés als seus cantons originals; aquest partit va demanar ajut a Mantinea i a Esparta; la Lliga Arcàdia va cridar en ajut a Tebes, que va enviar a Pàmmenes, aquesta vegada amb tres mil homes i 300 cavallers; amb aquestes forces Pàmmenes va imposar el punt de vista de mantenir la unió i va obligar a tornar als que se n'havien anat.
Quan el sàtrapa Artabazos II es va revoltar, Pàmmenes va anar en ajut seu amb 5.000 tebans, i va derrotar les forces perses en dues grans batalles, però Artabazos va sospitar que conspirava amb els seus enemics i el va arrestar i el va enviar als seus germans Òxitras (Ὀξύθρας) i Dibicte (Διβίκτος).
Fou un notable pederasta i es diu que mentre el jove príncep Filip va estar sota la seva custòdia va ser obligat a mantenir una relació sexual amb el seu guardià.